# Hypentelium roanokense
Hypentelium roanokense es una especie de peces de la familia Catostomidae en el orden de los Cypriniformes.

## Morfología
• Los machos pueden llegar alcanzar los 16 cm de longitud total.

## Hábitat
Es un pez de agua dulce y de clima templado.

## Distribución geográfica
Se encuentran en Norteamérica:  cuenca del río Roanoke en Virginia y Carolina del Norte (Estados Unidos ).